# Посан-ди-Педрас

Посан-ди-Педрас на карте штата.

Посан-ди-Педрас (порт. Poção de Pedras) — муниципалитет в Бразилии, входит в штат Мараньян. Составная часть мезорегиона Центр штата Мараньян. Входит в экономико-статистический микрорегион Медиу-Меарин. Население составляет 19 708 человек на 2010 год. Занимает площадь 990,413 км². Плотность населения — 19,90 чел./км².

## Демография
Согласно сведениям, собранным в ходе переписи 2010 г. Национальным институтом географии и статистики (IBGE), население муниципалитета составляет:
| Полное население                               | Полное население                               | Полное население                               | Полное население                               | 19 708 |
| ---------------------------------------------- | ---------------------------------------------- | ---------------------------------------------- | ---------------------------------------------- | ------ |
| в том числе:                                   | Городское население                            | 8378                                           | Процент городского населения, %                | 42,51  |
|                                                | Сельское население                             | 11 330                                         | Процент сельского населения, %                 | 57,49  |
|                                                | Мужское население                              | 9919                                           | Процент мужского населения, %                  | 50,33  |
|                                                | Женское население                              | 9789                                           | Процент женского населения, %                  | 49,67  |
| Плотность населения, чел/км²                   | Плотность населения, чел/км²                   | Плотность населения, чел/км²                   | Плотность населения, чел/км²                   | 19,90  |
| Население муниципалитета в % к населению штата | Население муниципалитета в % к населению штата | Население муниципалитета в % к населению штата | Население муниципалитета в % к населению штата | 0,30   |

По данным оценки 2016 года, население муниципалитета составляет 17 773 жителя.